# TAF11
El factor 11 asociado a TBP, también conocido como TAF11, es una proteína codificada en humanos por el gen taf11.
El inicio de la transcripción genética por la ARN polimerasa II requiere la actividad de más de 70 polipétidos. La proteína que coordina estas actividades es el factor de transripción basal TFIID, que se une a la región promotora para colocar adecuadamente a la polimerasa, sirve como estructura base para el ensamblaje del resto del complejo transcripcional, actuando así como canal de recepción de señales reguladoras. TFIID está compuesto de la proteína de unión a TATA (TBP) y por un grupo de proteínas muy conservadas en el transcurso de la evolución conocidas como factores asociados a TBP o TAFs. Las TAFs pueden participar en la transcripción basal, actuando como coactivadores, y funcionan en el reconocimiento de promotores o en la modificación general de los factores de transcripción para facilitar el ensamblaje del complejo y el inicio de la transcripción. TAF11 se corresponde con una de las subunidades pequeñas de TFIID, que está presente en todos los complejos TFIID e interacciona con TBP. Esta subunidad también interacciona con otra subunidad pequeña, TAF13, para formar un heterodímero con una estructura similar a la de las histonas.

## Interacciones
La proteína TAF11 ha demostrado ser capaz de interaccionar con:
- TAF15[4]
- TAF13[1][5]
- Proteína de unión a TATA[6][1][7]
- GTF2F1[8]
- POLR2A[8]
- TFIIB[8]